# Zisterzienserabtei Itaporanga

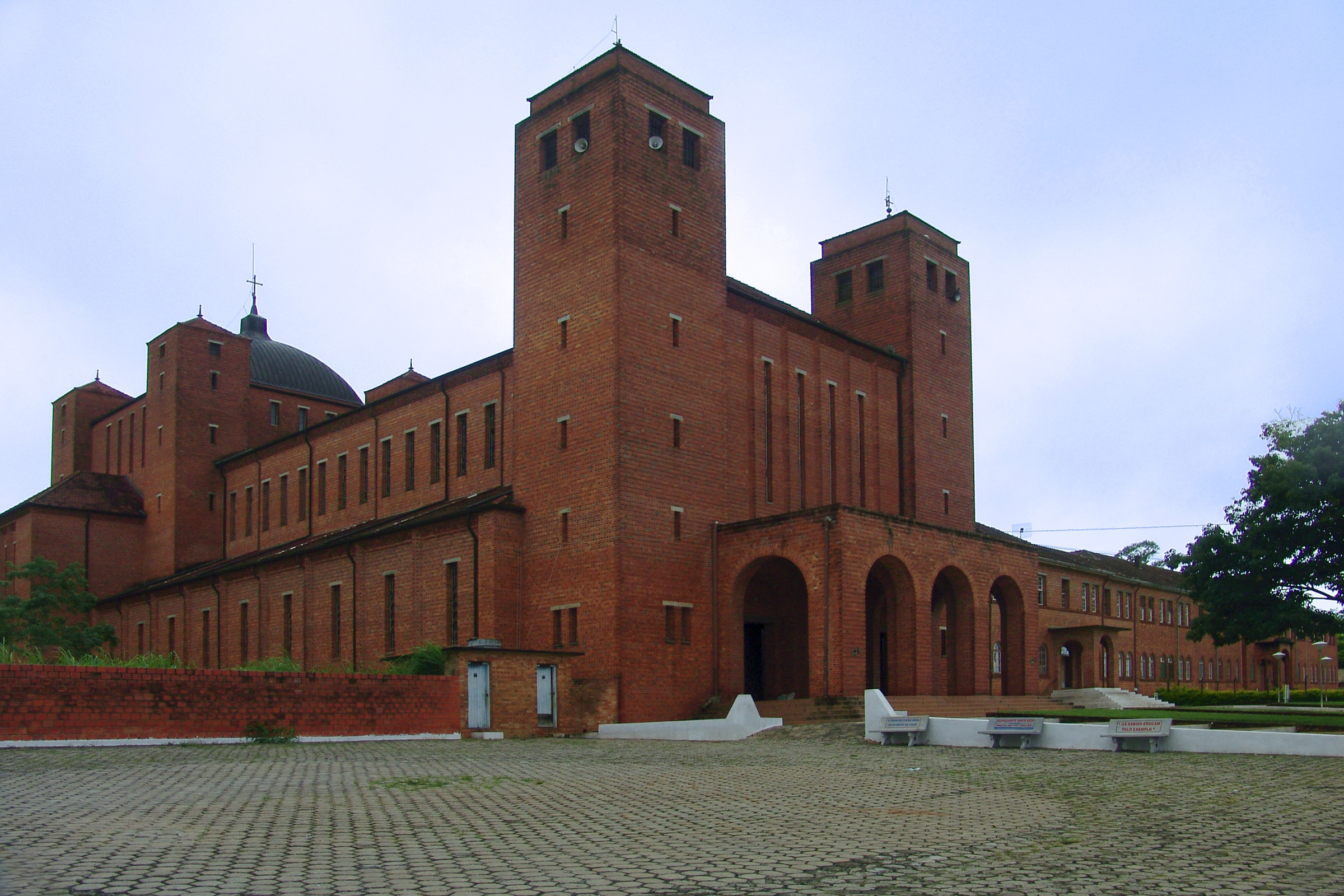
Zisterzienserabtei Itaporanga (2009)

Die Zisterzienserabtei Itaporanga (lat. Abbatia B.M.V. ad S. Crucem de Itaporanga) ist seit 1936 ein brasilianisches Kloster in Itaporanga, São Paulo, Bistum Itapeva, Kirchenprovinz Sorocaba.

## Geschichte
Angesichts der wachsenden Bedrohung durch den Nationalsozialismus gründete das Kloster Himmerod 1936 auf Einladung von Bischof José Carlos de Aguirre (1880–1973) gut vier Autostunden westlich von São Paulo in Itaporanga das Kloster Abadia de Nossa Senhora da Santa Cruz („Heiligkreuz“), das 1950 zur Abtei erhoben wurde. 1953 wurde  nach Plänen von Albert Boßlet die Kirche gebaut.

## Obere und Äbte
- 1936 (1950)–1971: Athanasius Merkle (1888–1980).
- 1971–2006: Estevan Stork. Er wurde als Urban Josef Stork am 5. Mai 1922 in Staig geboren, war Soldat im Russlandfeldzug 1941, wurde 1953 in Bamberg zum Priester geweiht und ging als Mitglied der Comboni-Missionare nach Peru. 1956 trat er in die Zisterzienserabtei Itaporanga ein. Er starb am 20. Februar 2009 in Itaporanga.
- 2006–2011: Luis Alberto Ruas Santos (* 1950)
- 2015–2022: Celso Lourenço de Oliveira (Feierliche Profess 1968, Priesterweihe 1975, später Prior)
- 2022: Bento Gonçalves de Oliveira